# Moorreesburg
Moorreesburg ist eine Stadt in der Lokalgemeinde Swartland, im Distrikt West Coast der südafrikanischen Provinz Westkap. Sie liegt etwa 100 Kilometer nördlich von Kapstadt auf 152 Meter Höhe über dem Meeresspiegel.
2011 hatte die Stadt 12.877 Einwohner.

## Geschichte
Moorreesburg wurde nach dem Geistlichen J. C. le Febre Moorrees (1807–1885) von der Swartland-Kirchgemeinde der NGK benannt. Die Siedlung entstand 1879 auf dem Areal der Farm Hooikraal. Seit 1882 gibt es hier einen Einwohnerrat. Der Ort erlangte 1909 den Status einer Gemeinde.

## Wirtschaft und Verkehr
Die Haupteinkommensquelle der Stadt ist der Getreideanbau. Die Moorreesburg Cooperative produziert rund 140.000 Tonnen Weizen pro Jahr auf etwa 380 Farmen. Die Stadt liegt im Winterregengebiet, d. h. der jährliche Niederschlag von durchschnittlich 364 mm fällt hauptsächlich in den Monaten April bis Oktober.
Im Umland der Stadt gibt es Viehwirtschaft mit Schafen, Rindern und Schweinen sowie Pferdegestüte. Die Landwirtschaftsbetriebe befassen sich neben dem Anbau von Getreide mit Kartoffeln, Raps, Weintrauben und Zitrusfrüchten.
Moorreesburg ist auf dem Landweg durch die vorbeiführende Nationalstraße N7 und mit der Regionalstraße R311 aus Richtung Vredenburg zu erreichen. Ferner besteht ein Eisenbahnanschluss an der von Kapstadt über Malmesbury nach Bitterfontein verlaufenden Strecke.

## Sehenswürdigkeiten
- Das Weizen-Industrie-Museum (Wheat Industry Museum) in Moorreesburg wurde ab 1970 aufgebaut und 1978 eröffnet.[7]